# Simon Hix
Simon Hix (5 de septiembre de 1968) es un politólogo británico, titular de la Cátedra Harold Laski de Ciencia Política en la London School of Economics. Es un experto en política de la Unión Europea, y autor de numerosas publicaciones en este campo. Es también editor asociado de la revista científica internacional European Union Politics, así como fundador y presidente de VoteWatch Europe, un influyente Think tank en línea fundado en Londres en 2009 basado en big data. Simon Hix obtuvo un doctorado en ciencias políticas y sociales en el Instituto Universitario Europeo de Florencia en 1995, y fue profesor de política europea en la Universidad Brunel en 1996–97, antes de pasar a la LSE en 1997. Sus áreas principales de investigación son las votaciones en parlamentos, las instituciones democráticas, y la política de la Unión Europea.

## Contribución
La principal contribución de Hix al estudio de la Unión Europea y a la ciencia política en general consiste en el tratamiento de la UE no como algo inherentemente sui generis o único, sino como un sistema político que puede ser analizado con las herramientas de la política comparada.

## Distinciones
Simon Hix fue elegido miembro de la Academia Británica en 2011. En el año 2015 le fue concedida la Cátedra Harold Laski inaugural en la London School of Economics. Ese mismo año le fue otorgado el grado de doctor honoris causa por la Escuela Nacional de Estudios Políticos y Administrativos en Bucarest.

## Publicaciones
- Hix, Simon; Høyland, Bjørn (2011). The Political System of the European Union. The European Union Series (3rd ed.). Palgrave Macmillan. ISBN 9780230249813. OCLC 803832782.
- Hix, Simon (2013) [First published in 2008]. What's Wrong with the European Union and How to Fix It. John Wiley & Sons. ISBN 9780745658377. OCLC 899161144.
- Hix, Simon; Noury, Abdul G.; Gérard, Roland (2007). Democratic Politics in the European Parliament. Cambridge University Press. ISBN 9780521694605. OCLC 442372456.
- Hix, Simon; Høyland, Bjørn (2005). The Political System of the European Union. The European Union Series (2nd ed.). Palgrave Macmillan. ISBN 9780230802315. OCLC 870195167.
- Hix, Simon; Raunio, Tapio; Scully, Roger (2003). "Fifty Years on: Research on the European Parliament". JCMS: Journal of Common Market Studies. Blackwell Science Ltd. 41 (2): 191–202. doi 10.1111/1468-5965.00418. ISSN 0021-9886 – via John Wiley & Sons, Ltd.
- Götz, Klaus H.; Hix, Simon, eds. (2001). Europeanised Politics? : European Integration and National Political Systems. Frank Cass. ISBN 9780714651415. OCLC 237440109.
- The Political System of the European Union (1999), London: Palgrave.
- Political Parties in the European Union (1997), with Christopher Lord, London: Macmillan.